# Fools Garden
Fools Garden là một ban nhạc Đức được thành lập vào năm 1991. Cùng năm đó, Fools Garden đã cho phát hành album trùng tên của nhóm. Các thành viên ban đầu của nhóm gồm có Peter Freudenthaler, Volker Hinkel, Thomas Mangold, Roland Röhl và Ralf Wochele. Năm 1993, album Once in a Blue Moon của ban nhạc đã đánh dấu lần đầu tiên có sự hiện diện của một bộ khung ban nhạc hoàn chỉnh.
Năm 1995, Fools Garden phát hành album Dish of the Day – album đã tạo dựng danh tiếng của ban tại Châu Âu và Châu Á, mà nổi bật nhất là "Lemon Tree" – đĩa đơn thành công nhất của nhóm tính đến nay, với thành tích giành vị trí quán quân tại bảng xếp hạng âm nhạc của Đức và một số quốc gia khác. Sau thành công ngoài mong đợi của Dish of the Day, nhóm đã phát hành thêm ba album nữa là Go And Ask Peggy For The Principal Thing (1997), For Sale (2000) và 25 Miles to Kissimmee (2003), nhưng tất cả đều không thể thành công như Dish of the Day.
Sau album 25 Miles to Kissimmee, ban đã chia tay các thành viên là Mangold, Röhl và Wochele, đồng thời kết nạp thêm Dirk Blümlein (đánh bass), Claus Müller (chơi trống) và Gabriel Holz (cây guitar thứ hai và hát đệm) làm những người thay thế. Để thay đổi và làm mới mình, ban nhạc đã bỏ dấu nháy khỏi tên của nhóm trong dự án album kế tiếp Ready for the Real Life (2005). Dù nhận được những lời tán dương từ giới chuyên môn, nhưng hai dự án sau đó của Fools Garden là Who Is Jo King? (2012) và Flashback (2015) đều thất bại về mặt thương mại. Sau Flashback, Müller rời ban và những người thay thế là Jan Hees và Thorsten Kiefer (chơi keyboard). Album gần nhất của nhóm mang tên Rise and Fal được phát hành vào ngày 20 tháng 4 năm 2018.
Phong cách âm nhạc của Fools Garden có ảnh hưởng từ britpop và pop rock (lấy cảm hứng từ những ban nhạc huyền thoại như The Beatles và The Who) cho đến các dòng baroque pop và electropop.

## Đĩa nhạc

### Album phòng thu
| Year | Chi tiết về album                                                                     | Vị trí xếp hạng cao nhất | Vị trí xếp hạng cao nhất | Vị trí xếp hạng cao nhất | Vị trí xếp hạng cao nhất | Vị trí xếp hạng cao nhất | Vị trí xếp hạng cao nhất | Vị trí xếp hạng cao nhất | Vị trí xếp hạng cao nhất | Chứng nhận (lượng tiêu thụ) |
| Year | Chi tiết về album                                                                     | Đức                      | Áo                       | Phần Lan                 | Pháp                     | Hà Lan                   | Na Uy                    | Thụy Điển                | Thụy Sĩ                  | Chứng nhận (lượng tiêu thụ) |
| ---- | ------------------------------------------------------------------------------------- | ------------------------ | ------------------------ | ------------------------ | ------------------------ | ------------------------ | ------------------------ | ------------------------ | ------------------------ | --------------------------- |
| 1991 | Fool's Garden - Phát hành: 1991 - Hãng đĩa: Tự phân phối                              | —                        | —                        | —                        | —                        | —                        | —                        | —                        | —                        |                             |
| 1993 | Once in a Blue Moon - Phát hành: 1993 - Hãng đĩa: Intercord                           | —                        | —                        | —                        | —                        | —                        | —                        | —                        | —                        |                             |
| 1995 | Dish of the Day - Phát hành: tháng 2 năm 1995 - Hãng đĩa: Intercord                   | 1                        | 4                        | 21                       | 17                       | 30                       | 19                       | 22                       | 3                        |                             |
| 1997 | Go and Ask Peggy for the Principal Thing - Phát hành: 1997 - Hãng đĩa: Intercord      | 44                       | —                        | —                        | —                        | —                        | —                        | —                        | 50                       |                             |
| 2000 | For Sale - Phát hành: 28 tháng 11 năm 2000 - Hãng đĩa: BMG                            | 84                       | —                        | —                        | —                        | —                        | —                        | —                        | —                        |                             |
| 2003 | 25 Miles to Kissimmee - Phát hành: 2003 - Hãng đĩa: Polydor Records                   | —                        | —                        | —                        | —                        | —                        | —                        | —                        | —                        |                             |
| 2005 | Ready for the Real Life - Phát hành: 2005 - Hãng đĩa: BMG / Lemonade Music            | —                        | —                        | —                        | —                        | —                        | —                        | —                        | —                        |                             |
| 2012 | Who Is Jo King? - Phát hành: 12 tháng 10 năm 2012 - Hãng đĩa: Seven Days / Sony Music | —                        | —                        | —                        | —                        | —                        | —                        | —                        | —                        |                             |
| 2015 | Flashback - Phát hành: 27 tháng 11 năm 2015 - Hãng đĩa: Sony Music                    | —                        | —                        | —                        | —                        | —                        | —                        | —                        | —                        |                             |
| 2018 | Rise and Fall - Phát hành: 20 tháng 4 năm 2018 - Hãng đĩa: Jazzhaus Records           | 97                       | —                        | —                        | —                        | —                        | —                        | —                        | —                        |                             |

### Album biên tập
- 2009: High Times – The Best of Fools Garden

### EP
- Napster Session 2008 (2008)
- "Home (limited tour edition)" (2008)

### Đĩa đơn
- "Tell Me Who I Am / Careless Games" (1991)
- "Spirit '91 / Once in a Blue Moon" (1992)
- "Wild Days (1st edition)" (1994)
- "Lemon Tree" (1995) (UK #26[9])
- "Wild Days (reissue)" (1996)
- "Pieces" (1996)
- "Why Did She Go?" (1997)
- "Probably" (1997)
- "Rainy Day" (1998)
- "Suzy" (2000)
- "It Can Happen" (2000)
- "Happy (bản lưu diễn đặc biệt)" (2000)
- "In the Name" (2001)
- "Dreaming"  (2001)
- "Closer" (2003)
- "Dreaming (bản 2004)" (2004)
- "Man of Devotion" (2005)
- "Does Anybody Know? / Welcome Sun" (2005)
- "Cold (Italian promo)" (2005)
- "I Got a Ticket" (2006)
- "High Time" (2009)
- "Everywhere the Light Shines" (2010)
- "Innocence" (2012)
- "Maybe" (2013)
- "New World" (2016)
- "I Burn" (2017)

## Đề cử và giải thưởng
| Năm  | Giải        | Tác phẩm/người đề cử | Hạng mục                                  | Kết quả   |
| ---- | ----------- | -------------------- | ----------------------------------------- | --------- |
| 1997 | ECHO Awards | Chính họ             | Nghệ sĩ nhạc dance quốc gia xuất sắc nhất | Đoạt giải |